# Cleome conrathii
Cleome conrathii är en paradisblomsterväxtart som beskrevs av Burtt Davy. Cleome conrathii ingår i släktet paradisblomstersläktet, och familjen paradisblomsterväxter. Inga underarter finns listade i Catalogue of Life.